# Oscaruddelingen 1976
Oscaruddelingen 1976 var den 48. oscaruddeling, hvor de bedste film fra 1975 blev hædret af Academy of Motion Picture Arts and Sciences. Uddelingen blev afholdt 29. marts 1976 i Dorothy Chandler Pavilion i Los Angeles, Californien, USA. Værterne var Walter Matthau, Robert Shaw, George Segal, Goldie Hawn, and Gene Kelly.

## Vindere og nominerede
Vindere står øverst, er skrevet i fed.
| Bedste film | Bedste instruktør |
| --- | --- |
| - Gøgereden – Michael Douglas og Saul Zaentz, producere - Barry Lyndon – Stanley Kubrick, producer - En skæv eftermiddag – Martin Bregman og Martin Elfand, producere - Dødens gab – Richard D. Zanuck og David Brown, producere - Nashville – Robert Altman, producer | - Miloš Forman – Gøgereden - Federico Fellini – Amarcord - Stanley Kubrick – Barry Lyndon - Sidney Lumet – En skæv eftermiddag - Robert Altman – Nashville |
| Bedste mandlige hovedrolle | Bedste kvindelige hovedrolle |
| - Jack Nicholson – Gøgereden som Randle Patrick McMurphy - Walter Matthau – Sunshine Boys som Willy Clark - Al Pacino – En skæv eftermiddag som Sonny Wortzik - Maximilian Schell – The Man in the Glass Booth som Arthur Goldman - James Whitmore – Give 'em Hell, Harry! som Harry S. Truman | - Louise Fletcher – Gøgereden som Nurse Mildred Ratched - Isabelle Adjani – I kærlighedens lænker som Adèle Hugo / Adèle Lewry - Ann-Margret – Tommy som Nora Walker - Glenda Jackson – Hedda Gabler som Hedda Gabler - Carol Kane – Hester Street som Gitl |
| Bedste mandlige birolle | Bedste kvindelige birolle |
| - George Burns – Sunshine Boys som Al Lewis - Brad Dourif – Gøgereden som Billy Bibbit - Burgess Meredith – Katastrofenatten som Harry Greener - Chris Sarandon – En skæv efermiddag som Leon - Jack Warden – Shampoo som Lester Karpf | - Lee Grant – Shampoo som Felicia Karpf - Ronee Blakley – Nashville som Barbara Jean - Sylvia Miles – Farvel, min elskede som Jessie Halstead Florian - Lily Tomlin – Nashville som Linnea Reese - Brenda Vaccaro – Én gang er ingen gang som Linda Riggs |
| Bedste originale manuskript | Bedste filmatisering |
| - En skæv eftermiddag – Frank Pierson - Amarcord – Federico Fellini og Tonino Guerra - Toute une vie – Claude Lelouch og Pierre Uytterhoeven - Lies My Father Told Me – Ted Allan - Shampoo – Warren Beatty og Robert Towne | - Gøgereden – Bo Goldman og Lawrence Hauben baseret på romanen af Ken Kesey - Barry Lyndon – Stanley Kubrick baseret på The Memoirs of Barry Lyndon, Esq. af William Makepeace Thackeray - Manden der ville være konge – John Huston og Gladys Hill baseret på historien af Rudyard Kipling - Duften af kvinde – Ruggero Maccari og Dino Risi baseret på romanen Il buio e il mare af Giovanni Arpino - Sunshine Boys – Neil Simon baseret på hans skuespil             |
| Bedste fremmedsprogede film | Bedste dokumentar |
| - Dersu Uzala (USSR) - Actas de Marusia (Mexico) - Duften af kvinde (Italien) - Det forjættede land (Polen) - Sandakan hachibanshokan bohkyo (Japan) | - The Man Who Skied Down Everest – F. R. Crawley, James Hager og Dale Hartleben - The California Reich – Keith Critchlow og Walter F. Parkes - Fighting for Our Lives – Glen Pearcy - The Incredible Machine – Irwin Rosten - The Other Half of the Sky: A China Memoir – Shirley MacLaine |
| Bedste korte dokumentar | Bedste kortfilm |
| - The End of the Game – Claire Wilbur og Robin Lehman - Arthur and Lillie - Millions of Years Ahead of Man - Probes in Space - Whistling Smith | - Angel and Big Joe – Bert Salzman - Conquest of Light – Louis Marcus - Dawn Flight – Lawrence M. Lansburgh og Brian Lansburgh - A Day in the Life of Bonnie Consolo – Barry Spinello - Doubletalk – Alan Beattie |
| Bedste korte animationsfilm | Bedste originale musik |
| - Great – Bob Godfrey - Kick Me – Robert Swarthe - Monsieur Pointu – René Jodoin, Bernard Longpré and André Leduc - Sisyphus – Marcell Jankovics | - Dødens gab – John Williams - Birds Do It, Bees Do It – Gerald Fried - Bid tænderne sammen – Alex North - Gøgereden – Jack Nitzsche - Vinden og løven – Jerry Goldsmith |
| Bedste musik: Sangbaseret eller adapteret | Bedste originale sang |
| - Barry Lyndon – Leonard Rosenman - Funny Lady – Peter Matz - Tommy – Pete Townshend | - "I'm Easy" fra Nashville – Musik og tekst Keith Carradine - "How Lucky Can You Get?" fra Funny Lady – Musik og tekst af Kander and Ebb - "Now That We’re In Love" from C.A.S.H. – Musik af George Barrie; tekst af Sammy Cahn - "Richard’s Window" from Den anden side af bjerget – Musik af Charles Fox; Tekst af Norman Gimbel - "Theme from Mahogany (Do You Know Where You're Going To)" fra Mahogany - Modellen – Musik af Michael Masser; Tekst af Gerry Goffin |
| Bedste lyd | Bedste kostumer |
| - Dødens gab – Robert L. Hoyt, Roger Heman, Earl Madery og John Carter - Bid tænderne sammen – Arthur Piantadosi, Les Fresholtz, Richard Tyler og Al Overton Jr. - Funny Lady – Richard Portman, Don MacDougall, Curly Thirlwell og Jack Solomon - Hindenburg – Leonard Peterson, John A. Bolger Jr., John Mack og Don K. Sharpless - Vinden og løven – Harry W. Tetrick, Aaron Rochin, William McCaughey og Roy Charman | - Barry Lyndon – Milena Canonero og Ulla-Britt Söderlund - De fire musketerers hævn – Yvonne Blake og Ron Talsky - Funny Lady – Ray Aghayan og Bob Mackie - Tryllefløjten – Karin Erskine og Henny Noremark - Manden der ville være konge – Edith Head |
| Bedste scenografi | Bedste fotografering |
| - Barry Lyndon – Ken Adam og Roy Walker og Vernon Dixon - Hindenburg – Edward Carfagno og Frank R. McKelvy - Manden der ville være konge – Alexandre Trauner, Tony Inglis og Peter James - Shampoo – Richard Sylbert, W. Stewart Campbell og George Gaines - Sunshine Boys – Albert Brenner og Marvin March | - Barry Lyndon – John Alcott - Katastrofenatten – Conrad Hall - Funny Lady – James Wong Howe - Hindenburg – Robert Surtees - Gøgereden – Bill Butler og Haskell Wexler |
| Bedste klipning | |
| - Dødens gab – Verna Fields - En skæv eftermiddag – Dede Allen - Manden der ville være konge – Russell Lloyd - Gøgereden – Richard Chew, Sheldon Kahn og Lynzee Klingman - Tre døgn for Condor – Don Guidice og Fredric Steinkamp | |